# Kvercetin
| Kvercetin |                                                                                            |
| A kvercetinmolekula vonalképlete                                                                                |                                                                                            |
| A kvercetinmolekula pálcikamodellje                                                                             |                                                                                            |
| \| \| \| |                                                                                            |
| IUPAC-név | 3,3′,4′,5,7-pentahidroxiflavon                                                             |
| Más nevek | 5,7,3′,4′-flavon-3-ol; kvercetol; kvercitin                                                |
| Kémiai azonosítók                                                                                               |                                                                                            |
| CAS-szám | 117-39-5                                                                                   |
| PubChem | 5280343                                                                                    |
| ChemSpider | 4444051                                                                                    |
| EINECS-szám | 204-187-1                                                                                  |
| DrugBank | DB04216                                                                                    |
| KEGG | C00389                                                                                     |
| ChEBI | 16243                                                                                      |
| SMILES | O=C1c3c(O/C(=C1/O)c2ccc(O)c(O)c2)cc(O)cc3O                                                 |
| InChI | 1/C15H10O7/c16-7-4-10(19)12-11(5-7)22-15(14(21)13(12)20)6-1-2-8(17)9(18)3-6/h1-5,16-19,21H |
| InChIKey | REFJWTPEDVJJIY-UHFFFAOYSA-N                                                                |
| Beilstein | 317313                                                                                     |
| Gmelin | 579210                                                                                     |
| UNII | 9IKM0I5T1E                                                                                 |
| ChEMBL | 50                                                                                         |
| Kémiai és fizikai tulajdonságok                                                                                 |                                                                                            |
| Kémiai képlet                                                                                                   | C15H10O7                                                                                   |
| Moláris tömeg                                                                                                   | 302,236 g/mol                                                                              |
| Megjelenés | sárga, kristályos por                                                                      |
| Sűrűség | 1,799 g/cm3                                                                                |
| Olvadáspont | 316 °C                                                                                     |
| Oldhatóság (vízben)                                                                                             | oldhatatlan                                                                                |
| Ha másként nem jelöljük, az adatok az anyag standardállapotára (100 kPa) és 25 °C-os hőmérsékletre vonatkoznak. |                                                                                            |
| |                                                                                            |

A kvercetin növényi flavonol, mely a polifenolok csoportjába, azon belül is a flavonoidokhoz sorolható. Megjelenésre sárga, kristályos por. Gyakorlatilag oldhatatlan vízben, oldódik azonban vizes lúgoldatokban. Keserű íze van. A kvercetin széles körben előfordul a természetben, megtalálható sok zöldségben (pl. vöröshagyma, tövises kapri, fodros kel), gyümölcsben, levelekben és magokban. Felhasználják ételek, italok, étrend-kiegészítők előállításához.
A kvercetin természetes eredetű, poláris auxin transzport gátló. Rutinózzal alkotott glikozidja a rutin, melyet korábban Szent-Györgyi Albert után P-vitaminnak is neveztek, de ma már nem sorolják a vitaminok közé.
A kvercetint ellenjavallt fogyasztani bizonyos antibiotikumok szedése mellett. A kvercetin kölcsönhatásba lép a fluorokinolonokkal.
A kvercetin elnevezése a Quercus nemzetség nevéből ered.

## Fordítás
Ez a szócikk részben vagy egészben  a   Quercetin című angol Wikipédia-szócikk ezen változatának fordításán alapul.  Az eredeti cikk szerkesztőit annak laptörténete sorolja fel. Ez a jelzés csupán a megfogalmazás eredetét és a szerzői jogokat jelzi, nem szolgál a cikkben szereplő információk forrásmegjelöléseként.